# Nathaniel Field
Nathaniel Field, född 17 oktober 1587, död 1633, var en engelsk skådespelare.
Field tillhörde som gosse drottning Elisabets sångare, och spelade som andra lärjungar i den kungliga kapellskolan samtidigt offentligt teater och var redan vid 15 års ålder en berömdhet, men drog sig 1619 tillbaka från skådespeleriet och blev senare bokhandlare. Bland hans roller märks särskilt Othello. Field skrev senare med framgång teaterpjäser, bland annat tillsammans med John Fletcher.